# HarmonyOS NEXT

HarmonyOS NEXT ― власна розподілена операційна система та основна ітерація HarmonyOS, розроблена компанією Huawei для підтримки лише власних програм HarmonyOS. Операційна система в першу чергу орієнтована на розробників програмного та апаратного забезпечення, які безпосередньо співпрацюють з Huawei. Вона не включає ядро Android AOSP і несумісна з додатками Android.
Відмовившись від загального Unix-подібного ядра Linux, HarmonyOS NEXT також замінює попередню багатоядерну систему на власне мікроядро HarmonyOS. Версія мікроядра HarmonyOS з розширеним середовищем виконання (REE) розміщена в його ядрі з єдиним фреймворком у режимі ядра. Нова архітектура ядра, побудована на OpenHarmony та її шарі абстракції ядра, слугує користувацьким режимом. ОС має спільний родовід з легкою операційною системою реального часу LiteOS для пристроїв з обмеженими ресурсами, таких як розумні носії та продукти Інтернету речей.

## Ядро HarmonyOS
HarmonyOS Kernel (HongMeng Kernel), іноді згадується як ядро Harmony - ядро комп'ютерної операційної системи (ОС), що розробляється компанією Huawei з серпня 2023 року. Воно використовується у версії HarmonyOS 5 власної розподіленої операційної системи HarmonyOS, замінюючи попередні версії, які використовували шар сумісності AOSP, ядро Linux та ядро LiteOS.
Ядро HarmonyOS використовує архітектуру мікроядра, яка спрямована на підвищення безпеки та продуктивності шляхом ізоляції критично важливих компонентів системи.

### Дизайн ядра
Ядро HarmonyOS - це мікроядро на рівні розширеного виконуваного середовища для програмного забезпечення поза апаратним ядром HarmonyOS TEE, яке називається tee_OS, що забезпечує більшу модульність та більші частини ОС, які отримують вигоду від захисту пам'яті в режимі ядра. Зберігаючи швидкість монолітного основного ядра Linux, підсистема сумісності модульної стандартної системи OpenHarmony в межах рівня абстракції ядра як рівня сумісності з API POSIX і сторонніми musl-libc інтегрувала підтримку великих просунутих пристроїв для деяких критично важливих завдань у користувацькому режимі комерційного дистрибутива операційної системи HarmonyOS. Ядро має сумісність з Linux ABI завдяки розміщенню ABI-сумісного шиму в IC0 (простір ядра) з підтримкою розгортання апаратної міграції OpenHarmony та комплексного фреймворку AOSP, який перенаправляє системні виклики Linux на IPC та слугує центральним репозиторієм для глобального стану. Ядро також повторно використовує драйвери Linux через контейнери драйверів, що забезпечує баланс між сумісністю та продуктивністю критичного шляху, а також розділяє площину керування та площину даних для підвищення продуктивності. Можливості ядра HarmonyOS в області перемикання контексту, мережі, часу запуску додатків, навантаження, втрати кадрів, затримки переривань і т.д., а також оптимізації продуктивності в розумних маршрутизаторах і розумних транспортних засобах з функціями реального часу.
Станом на 23 жовтня 2024 року ядро HarmonyOS працює на пристроях ARM64 на версії HarmonyOS 5.0.0 Release (Beta) з поточною версією 1.9.3.B010.
Ядро HarmonyOS пропонує основні можливості та переваги безпеки для верхніх рівнів, включаючи управління процесами та потоками, управління пам'яттю, управління файловою системою, управління мережею та управління периферійними пристроями. Поряд з ядром HarmonyOS, інтегрований Hardware Driver Foundation (HDF) лежить в основі відкритої апаратної екосистеми для HarmonyOS. Він стандартизує доступ до периферійних пристроїв і спрощує розробку драйверів вводу/виводу та управління ними. Серед інших рівнів багатошарової операційної системи HarmonyOS на основі OpenHarmony, що лежить поверх ядра HarmonyOS, є середній рівень системних служб, який надає основні сервіси, що дозволяють фреймворковому рівню підтримувати функціональність додатків. Він складається з декількох підсистем, таких як набір підсистем базових системних можливостей, що забезпечує безперебійну розподілену роботу на пристроях OpenHarmony шляхом обробки, розподіленого виконання додатків, планування та міграції, основних можливостей, таких як розподілена програмна шина (DSoftBus) навколо розподіленої віртуальної структури на пристроях з розподіленим управлінням даними, розподілений планувальник, утиліти, мультимодальний ввід, графіка, безпека та штучний інтелект. Крім того, набір підсистем базових програмних сервісів: Ці підсистеми пропонують універсальні програмні сервіси, такі як загальні події та сповіщення, послуги телефонії, обробка мультимедіа та дизайн для X (DFX). Потім, набір підсистем розширеного програмного забезпечення, де ці підсистеми надають спеціалізовані програмні послуги, адаптовані для різних типів пристроїв, включаючи смарт-телевізори, носимі пристрої, пристрої Інтернету речей, персональні комп'ютери, смартфони, смарт-дисплеї для автомобілів та інші типи пристроїв. Набір підсистем апаратного забезпечення надає послуги, пов'язані з апаратним забезпеченням, такі як послуги визначення місцезнаходження, управління ідентифікацією та доступом (IAM), а також послуги, специфічні для пристроїв, що носяться, та пристроїв Інтернету речей. Ці підсистеми в рамках базового програмного забезпечення, розширеного програмного забезпечення та наборів апаратних сервісів можуть бути адаптовані та розширені відповідно до сценаріїв розгортання різних типів пристроїв. Фреймворк надає розробникам інструменти для створення додатків HarmonyOS. Ядро ядра написано переважно на обмеженій підмножині мови C. Воно включає фреймворк додатків і фреймворк можливостей, що підтримує декілька мов програмування (наприклад, C, C++, JS, ArkTS, Cangjie), фреймворк ArkUI для розробки користувацького інтерфейсу, багатомовні API для інтеграції апаратних і програмних сервісів. Ці API можуть бути налаштовані відповідно до вимог різних системних компонентів і пристроїв. Цей верхній рівень містить як системні, так і сторонні додатки. Кожен власний додаток HarmonyOS HAP, сумісний з користувацьким режимом OpenHarmony, використовує один або більше типів можливостей: такі як Feature Abilities (FA), що надають користувацькі інтерфейси для інтерактивних функцій, та Particle Abilities (PA), що надають часткові можливості: Працюють без інтерфейсу користувача, зосереджуючись на фонових процесах і доступі до даних. Додатки, що використовують FA та PA, пропонують різні сервісні функції та дозволяють планувати та розподіляти роботу між пристроями, забезпечуючи послідовну та ефективну роботу користувачів.
Ядро містить адресні маркери, які підключаються до менеджера маркерів доступу, що є важливим компонентом розподілених операційних систем на основі OpenHarmony, який відповідає за уніфіковане управління дозволами додатків на основі маркерів доступу. Маркери доступу слугують ідентифікаторами програм, що містять таку інформацію, як ідентифікатор програми, ідентифікатор користувача, рівень привілеїв програми (APL) та дозволи програми. За замовчуванням програми мають доступ до обмежених системних ресурсів. ATM забезпечує контрольований доступ до важливих функцій, який поєднує в собі моделі RBAC і CBAC як гібридну модель ACL.

## Історія
4 серпня 2023 року на Huawei Developers Conference 2023 (HDC) компанія Huawei офіційно анонсувала HarmonyOS NEXT, наступну версію HarmonyOS, що підтримує лише нативні APP-додатки через Ark Compiler та нативні API в HarmonyOS SDK.
Ядро HarmonyOS NEXT не включає рівень сумісності фреймворку AOSP з бібліотеками Android з EMUI у користувацькому просторі і не може запускати додатки Android apk нативно, як у випадку з подвійним фреймворком HarmonyOS.
Перша внутрішня попередня версія системи була показана 4 серпня 2023 року, а перша попередня версія була випущена для зареєстрованих публічних розробників 18 січня 2024 року. Пристроями, протестованими на попередній версії системи для розробників, були телефони Mate 60, Mate 60 Pro та Mate X5 в першій партії.
22 жовтня 2024 року HarmonyOS 5.0.0 була офіційно випущена під брендом HarmonyOS NEXT 5, після публічної бета-версії, випущеної 8 жовтня 2024 року.